# Maria Verschoor
Maria Verschoor (Dordrecht, 22 de abril de 1994) es una exjugadora holandesa de hockey sobre césped.

## Trayectoria
Verschoor tuvo su primera participación en los Juegos Olímpicos en Río 2016. En sus primeras olimpiadas obtuvo la medalla de plata, al caer vencida en la final, ante Reino Unido. En los juegos olímpicos de Tokio 2020 y París 2024 obtuvo la medalla de oro.